# MSC Meraviglia
El MSC Meraviglia es un crucero de la clase Meraviglia propiedad y operado por MSC Cruceros, construido en el astillero Chantiers de l'Atlantique en St. Nazaire, Francia, por STX France. Meraviglia es el barco líder de los nuevos buques del "Vista Project" de MSC, la clase Meraviglia, con el MSC Bellissima siendo el siguiente en 2019. Cada embarcación tendrá una capacidad de 4,500 pasajeros.  Cuando entró en servicio, en junio de 2017, era el sexto crucero más grande del mundo, detrás de los buques de la clase Oasis de Royal Caribbean y AIDAnova .

## Historia
El barco operaba inicialmente en el Mediterráneo occidental y ha navegado en el norte de Europa desde el verano de 2019. Fue reubicada a Nueva York y Miami (Estados Unidos) en el otoño de 2019, como parte de un programa de expansión estadounidense de MSC hacia el Caribe.

## Diseño y construcción
Se anunció el nombre del buque y se cortó el acero en una ceremonia celebrada en Chantiers de l'Atlantique el 20 de abril de 2015. El barco fue nombrado formalmente el 3 de junio de 2017 por su madrina, la actriz italiana Sophia Loren en una ceremonia en Le Havre, que también contó con el actor francés Patrick Bruel, el grupo musical Kids United y el comediante Gad Elmaleh.
El edificio de MSC Meraviglia se mostró en el segundo episodio de la serie Science Channel, Building Giants, y se tituló "Monster Cruise Ship".
Las instalaciones del barco incluyen un paseo marítimo con un largo techo LED, un parque acuático con toboganes, un curso de cuerda y un teatro. El barco también cuenta con más de 10 comedores y un spa.
|                                                 |
| The Bronze Anchor, un pub de temática británica |

|                                  |
| En construcción (Saint-Nazaire). |

|                                      |
| Proa, en el puerto de Civitavecchia. |

|             |
| Un corredor |

|                                                      |
| El techo LED cambia la imagen según la hora del día. |